# Иувенций из Павии

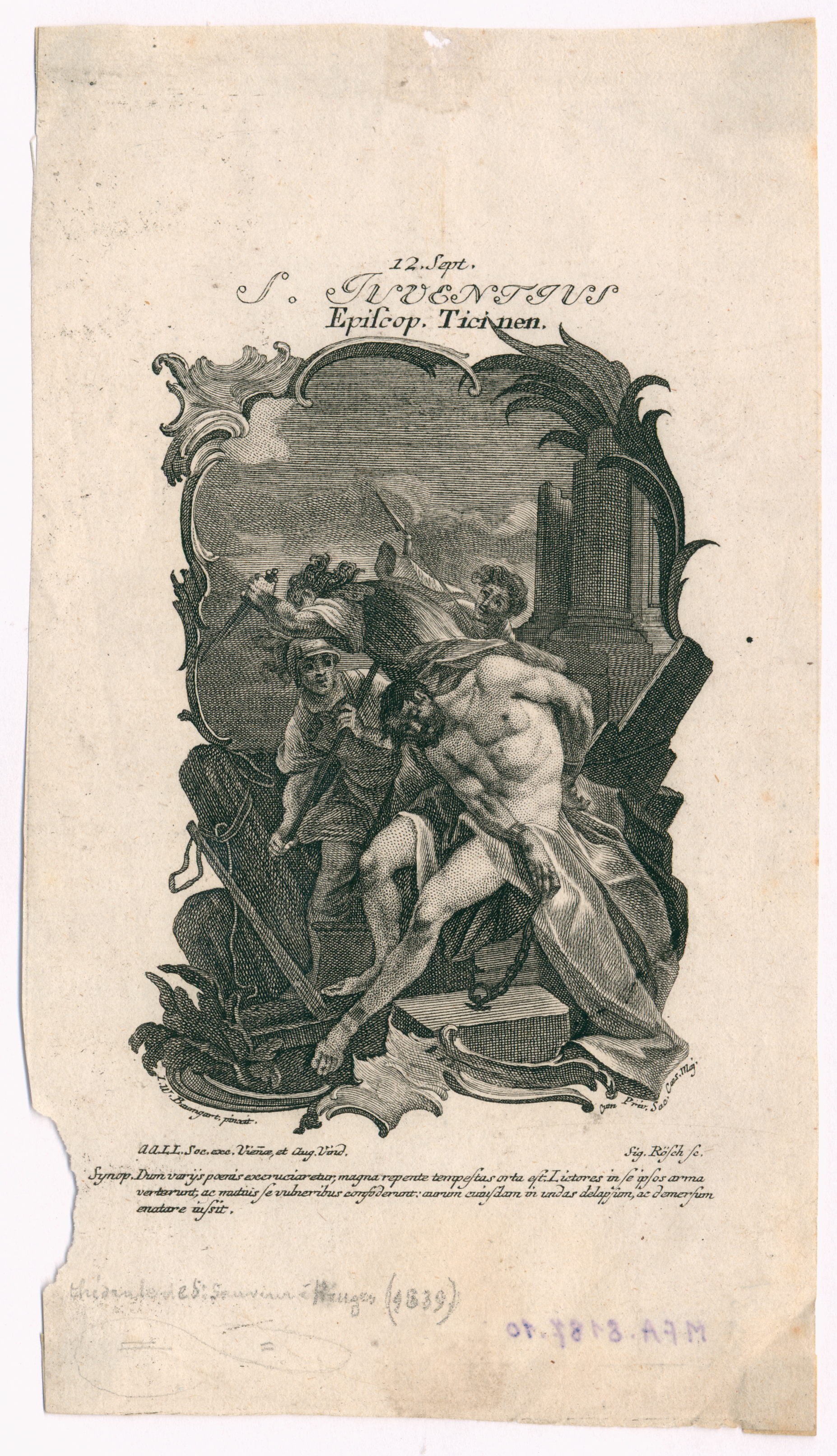
Иувенций

Иувенций или Ювенций (лат. Juventius) (I или IV век) — святой, третий епископ Павии. Дни памяти — 8 февраля и 12 сентября (вместе со святым Сиром).
Святой Иувенций был отправлен в Павию вместе со святым Сиром и их учителем, святым Гермагором (Saint Hermagoras). Обоих считают первыми епископами Павии.